# 叔夷伯齐墓
叔夷伯齐墓，位于山西省运城市永济市首阳乡长旺村南山1公里，是中华人民共和国山西省文物保护单位之一。
1996年1月12日，授予山西省文物保护单位，是一座古墓葬。